# Irlands U/17-fodboldlandshold
Irlands U/17-fodboldlandshold er Irlands landshold for fodboldspillere, som er under 17 år og administreres af Football Association of Ireland (FAI).
| Fodbold | Spire Denne artikel om fodbold er en spire som bør udbygges. Du er velkommen til at hjælpe Wikipedia ved at udvide den. |